# روكو مارتينو
روكو مارتينو (مواليد 20 سبتمبر 1938) عميل سري إيطالي. وُلد في تروبيا، مقاطعة قطنصار.

## تزوير يورانيوم النيجر
في 18 أكتوبر 2001، أرسل بولاري رسالة من صفحة ونصف إلى وكالة المخابرات المركزية يشير فيها إلى أن "الأخبار المتعلقة بالنيجر تأتي من مصدر موثوق، حتى لو لم يكن من الممكن تقييم جودتها" (الإيطالية: "le notizie sul Niger arrivano da una fonte affidabile, anche se non si è grado di valutarne la qualità").
خلال صيف عام 2001، حقق آلان شويت وآخرون من المديرية العامة للأمن الخارجي الفرنسية في صفقة مزعومة عُرفت لاحقًا باسم "نيجر جيت" حيث كان العراق يحاول الحصول على الكعكة الصفراء من دولة في إفريقيا، وبحلول مايو ويونيو 2002، حققوا في أي صلة بالنيجر لكنهم وجدوا أن الشائعات كاذبة تمامًا. وعلاوة على ذلك، في يوليو 2002، أبلغت المديرية العامة للأمن الخارجي الفرنسية جهاز المخابرات الإيطالي (SISMI) ووكالة المخابرات المركزية الأمريكية (CIA) أن روكو مارتينو، وهو عميل استخبارات إيطالي سابق، يحاول تمرير وثائق مزورة حول حصول العراق على الكعكة الصفراء من النيجر. ومع ذلك، أفاد جهاز المخابرات الإيطالي (SISMI) أن سيدة، يسيطر عليها أنطونيو نوسيرا من جهاز المخابرات الإيطالي (SISMI)، في سفارة النيجر في روما قدمت الوثائق المزورة في يوليو 2002. وفي وقت لاحق، في مارس 2003، صرح جورج تينيت بشكل غير صحيح أن العراق، الذي يمتلك كميات كبيرة من الكعكة الصفراء، يحصل على الكعكة الصفراء من النيجر.
في أواخر فبراير/شباط 2002، سافر السفير جوزيف سي ويلسون، زوج فاليري بليم وآخر مسؤول كبير في وزارة الخارجية الأمريكية يلتقي بصدام حسين، إلى النيجر وأكد أن وثائق نيجر جيت مزورة.
لعب مارتينو دورًا رئيسيًا في اختلاق ونشر تزوير "الكعكة الصفراء"، عندما تواصل مع رئيس محطة وكالة المخابرات المركزية في روما، جيفري دبليو كاستيلي، حاملاً وثائق على ورق رسمي للحكومة النيجرية تصف خططًا سرية لبيع اليورانيوم للعراق. ويُقال إن كاستيلي رفض الوثائق فورًا باعتبارها مزورة، ولم يكلف نفسه عناء تسليمها إلى لانغلي.
على الرغم من ادعائه بأنه كان بمثابة قناة استخباراتية/معلومات مضللة لحسابه الخاص، فمن المرجح أن مارتينو تم نشره عمدًا كعميل مزدوج من قبل SISMI، المخابرات العسكرية الإيطالية، في الأصل للتجسس على الفرنسيين.
وفقًا لنيكولاس رفارد من صحيفة صنداي تايمز ، اعترف جياكومو بأنه تلقى وثائق من السفارة النيجيرية. كان كارلو روسيلا، محرر بانوراما، لديه الوثائق خلال الأسبوع الثالث من سبتمبر 2002 وسلمها إلى السفارة الأمريكية في روما في 9 أكتوبر 2002. كانت إليزابيتا بوربا هي مؤلفة مقال عن الوثائق لم يُنشر أبدًا في بانوراما وكانت الشخص الذي سلم الوثائق إلى السفارة الأمريكية في روما. سافرت بوربا إلى النيجر وتحققت من أن الوثائق مزورة. وعلى الرغم من أن مايكل ليدين، الذي كان مساهمًا متكررًا في بانوراما، كان متورطًا، إلا أن ليدين نفى ذلك. ومع ذلك، استنتج فيليب جيرالدي إلى سكوت هورتون أن ليدين كان متورطًا وحصل على تعويض. أكد فينسنت كانيسترارو تورط ليدين في الوثائق المزورة. كانت مجلة بانوراما الإيطالية مملوكة لأرنولد موندادوري إيديتوري، والتي كانت تحت سيطرة عائلة رئيس الوزراء الإيطالي سيلفيو برلسكوني.
في 9 سبتمبر 2002، سلم نيكولو بولاري الوثائق المزورة مباشرة إلى ستيفن هادلي، الذي كان نائب مستشار الأمن القومي للولايات المتحدة.

## قراءة إضافية
Bonini، Carlo [بالإيطالية]؛ D'Avanzo، Giuseppe [بالإيطالية] (11 أبريل 2007). Collusion: International Espionage and the War on Terror. Melville House Publishing. ISBN:9781933633275.
U